# 結婚クーデター
『結婚クーデター』（けっこんクーデター、Libeled Lady, 「誹毀告訴された淑女」の意）は、1936年に製作・公開されたアメリカ合衆国の映画である。

## 概要
メトロ・ゴールドウィン・メイヤー（MGM）の四大スタージーン・ハーロウ、ウィリアム・パウエル、マーナ・ロイ、スペンサー・トレイシーを中心に据えたロマンティック・コメディ映画であり、ジャック・コンウェイが監督を務めた。

## キャスト
- グラディス：ジーン・ハーロウ
- ビル・チャンドラー：ウィリアム・パウエル
- コニー・アレンベリー：マーナ・ロイ
- ハガティ：スペンサー・トレイシー
- アレンベリー（コニーの父）：ウォルター・コノリー

## スタッフ
- 監督：ジャック・コンウェイ
- 製作：ローレンス・ワインガーテン
- 原案：ウォーレス・サリヴァン
- 脚本：モーリン・ダラス・ワトキンス、ハワード・エメット・ロジャース、ジョージ・オッペンハイマー
- 音楽：ウィリアム・アクスト
- 撮影：ノーバート・ブローディン
- 編集：フレドリック・Y・スミス
- 美術：セドリック・ギボンズ
- 衣裳：ドリー・ツリー
- 録音：ダグラス・シアラー

## アカデミー賞ノミネーション
- 作品賞